# أندرو جي. ماي
أندرو جي. ماي هو محامي وقاضي وسياسي أمريكي، ولد في 24 يونيو 1875 في مقاطعة فلويد في الولايات المتحدة، وتوفي في 6 سبتمبر 1959 في بريستونزبورغ في الولايات المتحدة. نشط حزبياً في الحزب الديمقراطي. وقد انتخب عضو مجلس النواب الأمريكي ‏.